# 954 (číslo)
Devět set padesát čtyři je přirozené číslo. Římskými číslicemi se zapisuje CMLIV a řeckými číslicemi ϡνδ´. Následuje po čísle devět set padesát tři a předchází číslu devět set padesát pět.

## Matematika
954 je:
- Abundantní číslo
- Složené číslo
- Nešťastné číslo
- Součet deseti po sobě jdoucích prvočísel (73 + 79 + 83 + 89 + 97 + 101 + 103 + 107 + 109 + 113)

## Astronomie
- (954) Li je planetka hlavního pásu, kterou objevil v roce 1921 Karl Wilhelm Reinmuth
- NGC 954 je spirální galaxie s příčkou v souhvězdí Eridanu

## Roky
- 954
- 954 př. n. l.